# Cissé Mariam Kaïdama Sidibé
Cissé Mariam Kaïdama Sidibé (Tombuctú, 4 de enero de 1948 – Túnez, 6 de noviembre de 2021) fue primera ministra de Malí (2011-2012), siendo la primera mujer en ser nombrada para este puesto en la historia del país. Su nombramiento fue publicado por decreto el 3 de abril de 2011 sucediendo a Modibo Sidibé.
El 22 de marzo de 2012, tras la suspensión de la constitución en el golpe de Estado de Malí de 2012, fue destituida y, según informes, detenida por las fuerzas de la Junta. Sidibé había sido miembro del gobierno en varias ocasiones en la década de 1990. En 2000 ocupó el puesto de secretaria ejecutiva del CILSS, Comité Permanente Interestatal de Lucha contra la Sequía en el Sahel.

## Primeros años
Mariam Kaïdama Sidibé nació en Tombuctú, el 4 de enero de 1948. Estudió en Goundam hasta obtener el bachillerato en 1970. Más tarde se licenció en Administración Civil en la Escuela Nacional de Administración de Malí (EDA) en Bamako.
Entre 1974 y 1989 trabajó como funcionaria en el Ministerio de Supervisión de Empresas y Sociedades del Estado (Ministère de Tutelle des Sociétés et Entreprises d'Etat du Mali) siendo asistente del ministro desde 1987. Durante este período completó su formación en universidades y fundaciones de África Occidental, Francia, Canadá, Bélgica e Italia.  
En el regreso interino al gobierno democrático en 1991 fue nombrada Asesora Especial del Presidente (la presidencia interina estaba entonces ocupada por el líder golpista Amadou Toumani Touré) y asumió el puesto de Ministra de Planificación y Cooperación Internacional del gobierno de transición (agosto de 1991 – junio de 1992). También asumió también el puesto de Ministra de Agricultura (mayo de 199 – junio de 1992).  
Desde agosto de 1993 hasta noviembre de 2000 fue Secretaria Ejecutiva del Comité Interestatal Intergubernamental de Lucha contra la Desertificación en el Sahel (Cilss - Comité Inter-Etats de lutte contre la sécheresse au Sahel) con sede en Uagadugú.     
En agosto de 2001, fue nombrada nuevamente Consejera Especial del Presidente, esta vez con Amadou Toumani Touré y un año después, asumió el puesto de Ministra de Desarrollo Rural (marzo a junio de 2002). 
En 2003 fue presidenta del consejo administrativo de la empresa tabacalera del gobierno de Malí, SONTAM (Société nationale des tabacs et allumettes du Mali).  
Sidibé ha formado parte de la Red de Mujeres Ministras y Parlamentarias de Mali (REFEMP), la Alianza contra el Hambre (ACF-Mali) y la Asociación para la Conservación de Tombuctú (Assault).

## Primera ministra (2011-2012)
El 30 de marzo de 2011, Amadou Toumani Touré anunció que su primer ministro Modibo Sidibé dimitía y disolvía el gobierno. El nombramiento como primera ministra de Cissé Mariam Kaïdama Sidibé fue recogido en el  Decreto n.º 2011-173 PRM anunciado en la televisión estatal durante la noche del 3 de abril y convirtiéndose en la primera mujer al frente de un gobierno de Malí. 
Formó un gobierno con 32 miembros, entre ellos cuatro mujeres y varios miembros de partidos de la oposición.
El  diario de Bamako, Le Républicain, consideró que la elección de Amadou Toumani Touré como primera ministra fue en parte un símbolo, que se acercó a las votantes en el año previo a las elecciones de junio de 2012 en Malí y permitió que el anterior primer ministro tuviera la oportunidad de postularse para la presidencia. Elogió al mandatario por su nombramiento en un "país todavía muy conservador que sigue dividido en el tema de género y las vicisitudes del código de familia", en referencia al proyecto de ley de familia propuesto en 2009, que habría promovido los derechos de la mujer, y fue retirado después de grandes protestas conservadoras. 
El 22 de marzo de 2012, soldados amotinados descontentos con la gestión de Touré de la rebelión tuareg de 2012 tomaron el poder en un golpe de Estado. Amnistía Internacional informó que Sidibé y otros ministros habían sido detenidos por las fuerzas de la junta y estaban recluidos en un campamento militar en Kati.

## Roles internacionales y diplomáticos
El 26 de mayo de 2011, Cissé Mariam Kaïdama Sidibé fue una de las oradoras principales en el lanzamiento de la Alianza Mundial de la UNESCO para la educación de las niñas y las mujeres.
El 5 de noviembre de 2015 fue nombrada embajadora de la Niger Basin Authority (Cuenca del Níger) (NBA) ante la COP21 celebrada en París.

## Proceso de paz en Malí
En 2018 presidió la Comisión del libro blanco de la Sociedad Civil para la Paz y la Seguridad en Malí reivindicando el papel de la sociedad civil en el avance político de Malí.
En 2021 recibió la visita del primer ministro Choguel Kokalla Maïga quien también se reunió con otros antiguos primeros ministros del país.

## Vida personal
Sidibé estaba casada y era madre de cuatro hijos.